# Selección de voleibol de la República Federal de Yugoslavia

La selección de voleibol de la República Federal de Yugoslavia fue el equipo masculino de voleibol representativo de la República Federal de Yugoslavia en las competiciones internacionales organizadas por la Confederación Europea de Voleibol (CEV), la Federación Internacional de Voleibol (FIVB) o el Comité Olímpico Internacional (COI) entre 1990 y 2003.

## Historia
La selección fue creada en 1992 en sustitución de la selección de voleibol de Yugoslavia y existió hasta el 2003 cuando se creó la selección de Serbia y Montenegro. En tan solo trece años llegó a ser una de las selecciones más poderosas del mundo, sobre todo a partir de la segunda mitad de los años 90 cuando el equipo podía contar con algunos jugadores de valor absoluto como los hermanos Vladimir y Nikola Grbić, Dejan Brdovič, Slobodan Kovač, Ivan Miljković y Goran Vujević.
En las dos ediciones de los Juegos Olímpicos disputadas la selección de la RF de Yugoslavia consiguió el tercer lugar en Atlanta 1996 (derrota en la semifinal contra Italia y victoria en la final por el bronce frente a Rusia) y se coronó campeona en Sídney 2000 tras tomarse la revancha ante Italia en la semifinal y derrotar nuevamente a Rusia en la final.
En el Campeonato Mundial su mejor resultado fue el subcampeonato en la edición de 1998 disputada en Japón donde fue derrotada por 3-0 por Italia. En la Eurocopa ha conseguido clasificarse en las primeras tres posiciones en cuatro ediciones consecutivas entre 1995 y 2001, consiguiendo dos tercer puestos (1995 y 1999), un subcampeonato (1997) y el título en la edición de 2001 disputada en República Checa tras derrotar a Italia por 3-0 en la gran final. En su última Liga Mundial disputada, la de 2002, gana el bronce derrotando nuevamente a la selección italiana tras haber perdido la semifinal ante Brasil.

## Historial
| \| - Tokío 1964: No existía [5] - México 1968: No existía [5] - Múnich 1972: No existía [5] - Montreal 1976: No existía [5] \| - Moscú 1980: No existía [5] - Los Ángeles 1984: No existía [5] - Seúl 1988: No existía [5] - Barcelona 1992: No clasificada \| - Atlanta 1996: Bronce - Sídney 2000: Oro \| | |                                           |
| - Tokío 1964: No existía - México 1968: No existía - Múnich 1972: No existía - Montreal 1976: No existía | - Moscú 1980: No existía - Los Ángeles 1984: No existía - Seúl 1988: No existía - Barcelona 1992: No clasificada | - Atlanta 1996: Bronce - Sídney 2000: Oro |

| \| - 1949: No existía [5] - 1952: No existía [5] - 1956: No existía [5] - 1960: No existía [5] \| - 1962: No existía [5] - 1966: No existía [5] - 1970: No existía [5] - 1974: No existía [5] \| - 1978: No existía [5] - 1982: No existía [5] - 1986: No existía [5] - 1990: No existía [5] \| - 1994: No clasificada - 1998: 2° - 2002: 4° \| |                                                                             |                                                                             |                                              |
| - 1949: No existía - 1952: No existía - 1956: No existía - 1960: No existía | - 1962: No existía - 1966: No existía - 1970: No existía - 1974: No existía | - 1978: No existía - 1982: No existía - 1986: No existía - 1990: No existía | - 1994: No clasificada - 1998: 2° - 2002: 4° |

| \| - 1990: No existía [5] - 1991: No existía [5] - 1992: No clasificada - 1993: No clasificada \| - 1994: No clasificada - 1995: No clasificada - 1996: No clasificada - 1997: 7° \| - 1998: 6° - 1999: No clasificada - 2000: 4° - 2001: 4° \| - 2002: 3° \| |                                                                                 |                                                         |            |
| - 1990: No existía - 1991: No existía - 1992: No clasificada - 1993: No clasificada | - 1994: No clasificada - 1995: No clasificada - 1996: No clasificada - 1997: 7° | - 1998: 6° - 1999: No clasificada - 2000: 4° - 2001: 4° | - 2002: 3° |

| \| - 1948: No existía [5] - 1950: No existía [5] - 1951: No existía [5] - 1955: No existía [5] - 1958: No existía [5] - 1963: No existía [5] \| - 1967: No existía [5] - 1971: No existía [5] - 1975: No existía [5] - 1977: No existía [5] - 1979: No existía [5] - 1981: No existía [5] \| - 1983: No existía [5] - 1985: No existía [5] - 1987: No existía [5] - 1989: No existía [5] - 1991: No existía [5] - 1993: No clasificada \| - 1995: 3° - 1997: 2° - 1999: 3° - 2001: Campeón \| | | |                                                  |
| - 1948: No existía - 1950: No existía - 1951: No existía - 1955: No existía - 1958: No existía - 1963: No existía | - 1967: No existía - 1971: No existía - 1975: No existía - 1977: No existía - 1979: No existía - 1981: No existía | - 1983: No existía - 1985: No existía - 1987: No existía - 1989: No existía - 1991: No existía - 1993: No clasificada | - 1995: 3° - 1997: 2° - 1999: 3° - 2001: Campeón |

| \| - 1965: No existía [5] - 1969: No existía [5] - 1977: No existía [5] \| - 1981: No existía [5] - 1985: No existía [5] - 1989: No existía [5] \| - 1991: No existía [5] - 1995: No clasificada - 1999: No clasificada \| - 2003: No clasificada \| |                                                          |                                                                  |                        |
| - 1965: No existía - 1969: No existía - 1977: No existía | - 1981: No existía - 1985: No existía - 1989: No existía | - 1991: No existía - 1995: No clasificada - 1999: No clasificada | - 2003: No clasificada |